# Przemysław Pacia
Przemysław Jan Pacia (ur. 15 października 1960 w Poznaniu) – polski polityk, w latach 2007–2014 wicewojewoda wielkopolski.

## Życiorys
Jest absolwentem I Liceum Ogólnokształcącego im. Karola Marcinkowskiego w Poznaniu i Wydziału Prawa i Administracji Uniwersytetu im. Adama Mickiewicza w Poznaniu (1999).
Do Zjednoczonego Stronnictwa Ludowego wstąpił w 1981, a od 1990 należy do Polskiego Stronnictwa Ludowego. Bez powodzenia kandydował w 2010 i 2014 do sejmiku wielkopolskiego oraz w 2011 do Sejmu.
Pracował na kierowniczych stanowiskach w kilku firmach, prowadził też własną działalność gospodarczą. Od 2000 związany z administracją publiczną. Pełnił funkcje wicedyrektora Wojewódzkiego Biura Wdrażania Programu Aktywizacji Obszarów Wiejskich Departamentu Rolnictwa i Gospodarki Żywnościowej Urzędu Marszałkowskiego województwa wielkopolskiego (2000–2002) i dyrektora Wydziału Spraw Obywatelskich i Cudzoziemców Wielkopolskiego Urzędu Wojewódzkiego w Poznaniu (2002–2007). 27 grudnia 2007 objął urząd wicewojewody wielkopolskiego, odpowiedzialnego za realizację zadań m.in. z zakresu polityki społecznej, spraw obywatelskich i cudzoziemców oraz zarządzania Funduszami Europejskimi. 22 września 2014 zakończył pełnienie funkcji wicewojewody wielkopolskiego. 1 października tegoż roku został dyrektorem kontrolowanej przez Skarb Państwa spółki z o.o. Stadnina Koni w Iwnie.
W 2005 otrzymał Srebrny Krzyż Zasługi.

## Życie osobiste
Jest synem Eugeniusza, posła na Sejm PRL i wojewody leszczyńskiego. Jest żonaty z Anną, ma jednego syna. Mieszka w Poznaniu.